# Turó de les Planeres
El Turó de les Planeres és una muntanya de 517 metres que es troba al municipi de Rellinars, a la comarca del Vallès Occidental.